# Адмірал Нахімов (1885)
34°34′00″ пн. ш. 129°32′00″ сх. д. / 34.566666666667° пн. ш. 129.53333333333° сх. д.
Броненосний фрегат за початковою офіційною класифікацією «Адмірал Нахімов» — перший російський крейсер з артилерією у баштах. Побудований на Балтійському заводі в Петербург корабельним інженером полковником Н. А. Самойловим. Закладений у липні 1884 року, спущений на воду 21 жовтня 1885 року, вступив у стрій 3 грудня 1887 року. Тривалий час був серед найбільш потужних та швидкохідних крейсерів у світі.

## Проєктування та будівництво
Згідно з завданням, визначеним Морським технічним комітетом на проектування нового броненосного крейсера у рамках програми 1881 року, новий корабель повинен був мати броню по ватерлінії не менше 254 мм, артилерію головного калібру в 11 дюймів, великий запас вугілля, швидкість ходу не менше 15 вузлів, осадку не більшу як 7,92 м та повне вітрильне оснащення. Як прототип був обраний англійський броньований крейсер «Imperieuse» , який відрізнявся «ромбовидним» розташуванням гармат головного калібру (у носовій і кормовій частині і по обох бортах).

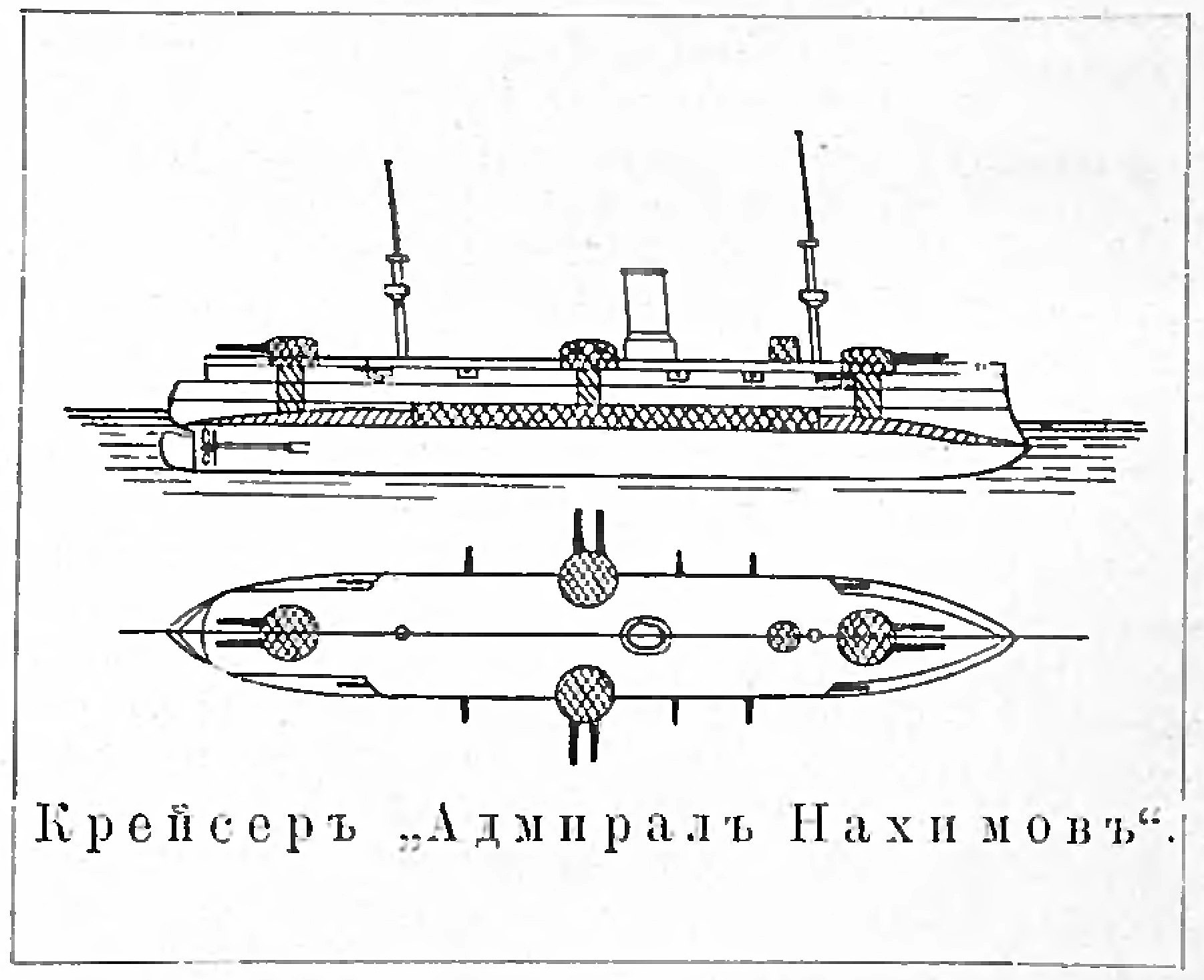
Схема розташування гармат на крейсері

19 листопада 1882 року проєкт було затверджено. Порівняно з англійським прототипом діаметр барбетів був збільшений на 1,5 м, щоб вмістити 229-мм гармати Обуховського заводу. Змінено розташування машинно-котельної установки, проект якої розроблявся в Управлінні головного інженер-механіка флоту генерал-майора А. І. Соколова. Більш компактне розміщення котелень у середній частині корпусу дозволило обійтися однією димовою трубою. Запас вугілля зріс у півтора рази, причому сумарне додаткове навантаження в 390 т збільшило проектну водотоннажність до 7782 т. Довжина корпусу зросла на 1,83 м, осадка на 0,1 м.
У січні 1885 року, в ході стапельних робіт, було вирішено використовувати як головний калібр 203-мм гармати зразка 1884 на лафетах Вавассера. Переозброєння забезпечило підвищення ваги бортового залпу та скорострільність артилерії головного калібру, можливість зменшити діаметр барбетів на 62 см, що давало надію на покращення морських якостей корабля. Крім того, барбетні установки отримали тонке бронювання по периметру. За основними параметрами «Адмірал Нахімов», навіть через двадцять років, на початок російсько-японської війни, мав значні резерви для технічної модернізації, і за умови заміни застарілих гарматних установок головного калібру, цілком відповідав новітнім броньованим крейсерам.

## Конструкція
Довжина його становила 103,3 метра при ширині 18,6 метра. Осадка при нормальному навантаженні становила 7,67 метра. Форштевень (29 т) і ахтерштевень (15 т) являли собою цілісні бронзові виливки Балтійського заводу. Поперечні водонепроникні переборки проходили по шпангоутах 36, 60, 83 та 102. Від внутрішнього дна до житлової палуби вони мали товщину 9,5 мм, а вище за неї — до верхньої палуби — 6,4 мм. Нормальна водотоннажність крейсера склала 7781,7 тонн. Повна — 8473 тонни.

### Озброєння
Озброєння крейсера було розраховане на максимально потужний вогонь вперед та назад. Він був озброєний вісьмома 203-мм гарматами з довжиною каналу ствола 35 калібрів, встановлених у чотирьох барбетних установках і десятьма 152-мм гарматами з довжиною каналу ствола 35 калібрів, що стояли на батарейній палубі. Озброєння крейсера проти міноносців складалося із шести 47-мм одноствольних, чотирьох 37-мм п'ятиствольних гармат системи Готчкіса.
Дві 63,5-мм десантних гармати системи Барановського на колісних лафетах призначалися для озброєння десантних партій.

### Бронювання
Борт корабля був захищений сталезалізним броньовим поясом завдовжки 42,4 м (від 32 до 106 шпангоута). Пояс мав товщину 229 мм, витончуючись до низу до 152 мм, плити укладалися на підкладку з модрини товщиною 254 мм. З носа та корми пояс замикали 229-мм броньові траверзи, утворюючи цитадель, в якій знаходилися всі життєво важливі механізми та погреби. Усі броньові плити були з броні компаунд (так званої «сталезалізної броні») і виготовлялися на Іжорському заводі за технологією англійського заводу Кеммел із Шеффілда. У межах цитаделі на 12,5 мм прокладку з корабельної сталі стелився ряд 38 мм сталевих плит, і загальна товщина броньової палуби досягала 50,5 мм. За межами цитаделі в ніс і корму тяглася 76,2-мм карапасна палуба.

### Силова установка
На кораблі стояли дві парові машини подвійного розширення загальною проектною потужністю 8000 к. с. Машини 1886 року виготовлялися на Балтійському заводі. Кожна машина мала три циліндри — один високого діаметром 1524 мм і два низького (діаметром 1981 мм) тиску і працювала на свій гребний гвинт. Хід поршня складав 1066 мм. Гребні гвинти системи Гріфіта мали крок 21 фут (6,4 м) та діаметр 16 футів (4,88 м). Після заміни лопатей діаметр гвинтів збільшився до 17 футів (5,18 м).
Пара до механізмів подавалася від дванадцяти циліндричних вогнетрубних котлів, з робочим тиском 5,2 атмосфери. Маса котлів із водою становила 670 тонн.
Чотири милі були пройдені за 13 хвилин 36 секунд при середній кількості обертів 112 і парі 75 фунтів, вивірений хід склав 17,56 вузла.
Корабель має парусність брига та дві сталеві щогли. Висота фок-щогли від палуби до езельгофта 66 футів 3 дюйми, до клотика 130 футів 6 дюймів. Висота грот-щогли від палуби до езельгофта 75 футів 3 дюйми, до клотика 139 футів 6 дюймів.
Площа вітрил (у кв. футах): грот- і фор-марселі по 3260,62 кожен, грот- і фок-брамселі по 1172,03 кожен, грот 3397, фок 2895, фор-стень-стаксель 1377, клівер 2360, фор- 5 та грот-трисель (або бізань) 2180,7. Всього 22 192,3 кв. фут 22 192,3 кв. фут.

## Модернізація
У травні 1898 року корабель перебував у поганому стані: палуби і шлюпки під впливом сонця, хвиль і солоних вітрів потріскалися і розсохлися, рангоут і загороджувальні сіті зносилися. Ще сильніше зносилися машини, котли та корпус. Командир корабля капітан І рангу Н. І. Небогатов наполягав на якнайшвидшому проведенні невідкладних робіт.
Було необхідно зробити великі роботи з ремонту корпусу — у багатьох місцях його обшивка сильно проіржавіла, треба було замінити сітьові загородження. Потребувала ремонту та заміни частина підводної дерев'яної та мідної обшивок. Слід також було позбутися вітрил, укоротити щогли та замінити на нову дерев'яну настилку з усіх палуб.
Труби осушувальної системи трюмів перебували у міждонному просторі і за п'ятнадцятирічну службу корабля неабияк проіржавіли. Їх слід було демонтувати, а нові пустити поверх другого дна. Обшивку другого дна потрібно було у багатьох місцях міняти.
Треба було вдосконалити і електроустаткування. Старі динамомашини знімалися і монтувалися нові, потужніші.
У Морському технічному комітеті важливим вважалося і переозброєння «Нахімова», але у той час заміну гармат не було коштів. Але на гарматах все ж замінити старі заряди димного пороху на нові — бездимні. На кожному бойовому марсі встановили по два кулемети.
У серпні 1899 року, ще до закінчення робіт, «Нахімов» почали спішно готувати до далекого плавання

## Служба
У 1893 році «Адмірал Нахімов» під командою капітана 1-го рангу В. М. Лаврова відвідав з офіційним візитом Атлантичної ескадри віце-адмірала Н. І. Казнакова США), де брав участь у святкуваннях, присвячених річчю відкриття Америки; того ж року у складі ескадри Середземного моря контр-адмірала Ф. До. Авелана крейсер здійснив офіційний візит до Франції.

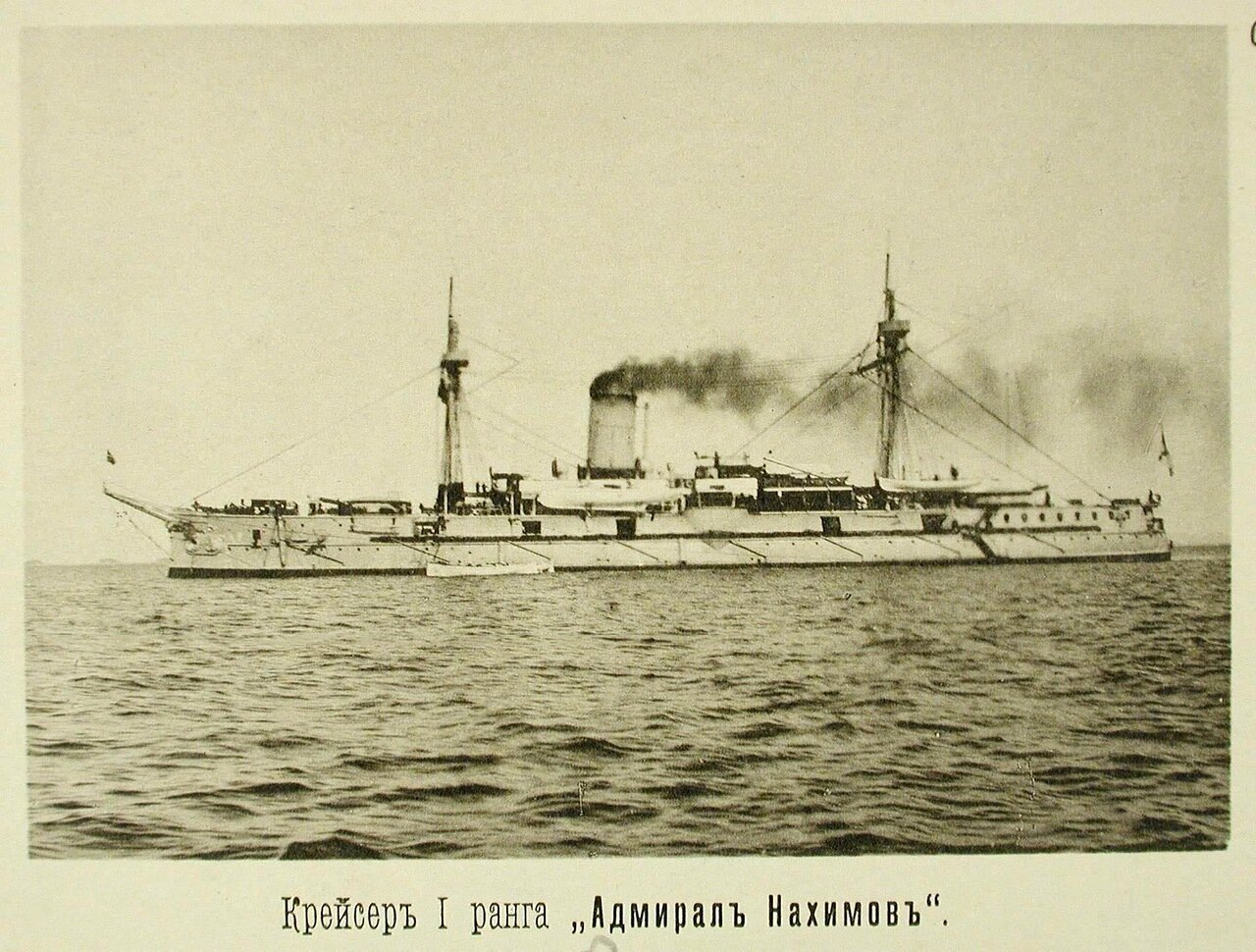
Чіфу. Крейсер «Адмірал Нахімов». 26 квітня 1895 р.

У літні кампанії 1894—1896 років на Далекому Сході крейсер проводив навчання, брав участь навесні 1895 в маневрах біля китайського порту Чіфу, відвідав Владивосток, а також з дипломатичними місіями китайські, японські та корейські порти. Зими крейсер проводив у японському порту Нагасакі. Влітку та восени 1895 року крейсер ремонтувався у Владивостоці. У травні 1898 повернувся на Балтику.
Після модернізації крейсер, 1900 року був зарахований до Гвардійського екіпажу, вирушив у третє плавання на Тихий океан. Протягом двох років брав участь у маневрах Порт-Артурської ескадри, відвідав Японію та Корею, виконував дипломатичні місії. У травні 1903 року повернувся до Кронштадта. У ході останнього ремонту крейсера намічену заміну його застарілих гармат було перенесено на наступну модернізацію. Як наслідок — у Російсько-японську війну потужний ще крейсер через малу дальність і низьку скорострільність артилерії був майже беззбройний перед своїми противниками. Напередодні Російсько-японської війни для проведення планового ремонту та модернізації артилерії крейсера було повернено на Балтику, тим самим послабивши своєю відсутністю 1-у Тихоокеанську ескадру. Низька швидкість, слабке бронювання та надзвичайно низькі для свого часу далекобійність та скорострільність артилерії робили крейсер мало пристосованим для ескадреного бою — головного завдання 1-ї Тихоокеанської ескадри. Однак незважаючи на те, що старі гармати були погано пристосовані до ескадренного бою, а тихохідність не дозволяла виконувати рейдерські операції, його все ж таки взяли у далекий похід.

## Російсько-японська війна, загибель крейсера
З початком російсько-японської війни «Адмірал Нахімов» під командуванням капітана 1-го рангу А. А. Родіонова увійшов до складу 2-го броненосного загону 2-ї Тихоокеанської ескадри (командир загону — контр-адмірал Д. А. Фелькерзам).

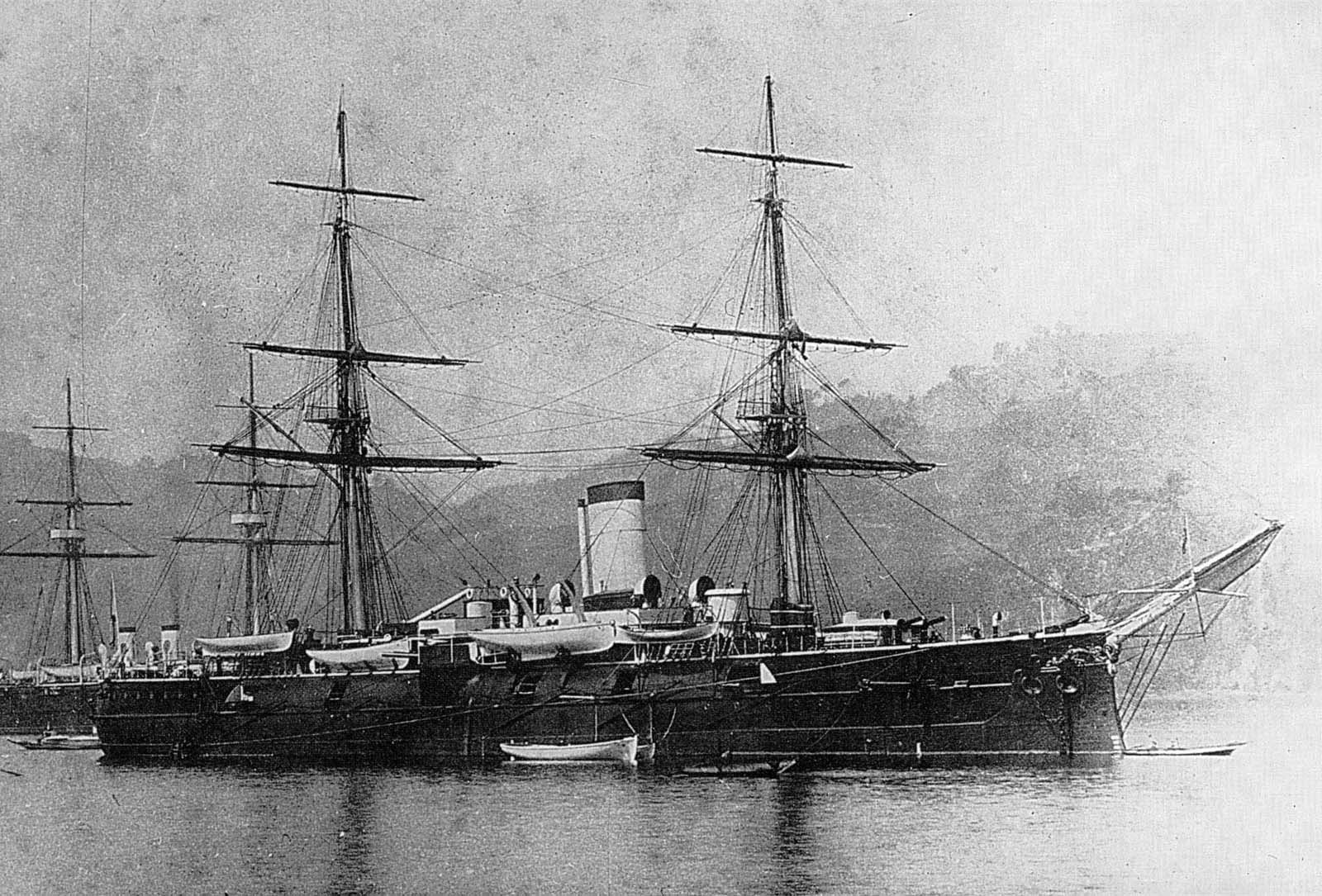
Крейсер «Адмірал Нахімов» у 1890 році

14 травня 1905 року в Цусімській битві крейсер отримав близько 20 попадань снарядами, а вночі о 21:30 — 22:00 торпедований у правий борт з боку носа. За даними екіпажу, не підтверджених японськими істориками, в ході нічного бою залпами кормової і правої 8 башт крейсер потопив два (за твердженням Родіонова, навіть три) міноносці противника. Ще як мінімум три попадання 8-дюймових снарядів у крейсер «Івате», які завдали останньому серйозні пошкодження, також можна віднести на рахунок комендорів «Адмірала Нахімова». Цей висновок випливає з повідомлення командира кормової 8-дюймової башти мічмана Олексія Рождественського, що пише про стрілянину по «Івате» і з даних про його пошкодження 8 «снарядами, відсутніми на інших кораблях російського флоту. Незважаючи на те, що японці могли сплутати близькі за силою 8» снаряди «Адмірала Нахімова» і 9-дюймові снаряди «Миколи I», імовірність ураження саме снарядами «Адмірала Нахімова» висока.
Вранці 15 травня напівзатоплений корабель продовжував рух кормою вперед (через наявність носової пробоїни і як наслідок сильного диференту) і був остаточно затоплений екіпажем лише після появи японських кораблів.

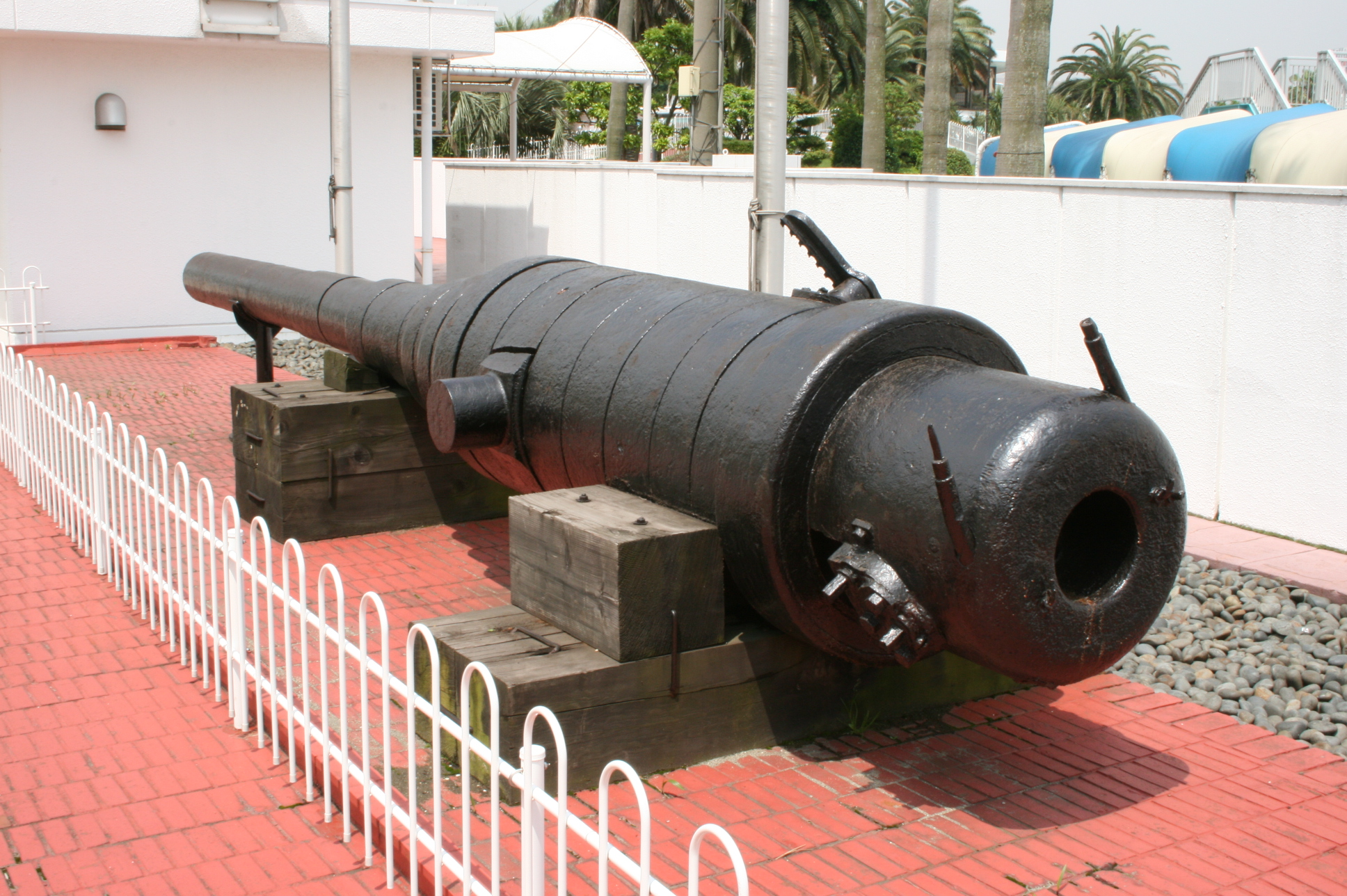
Гармата з крейсера «Адмірал Нахімов» у «Музеї морської науки» міста Токіо